# Hypererythrops caribbaea
Hypererythrops caribbaea är en kräftdjursart som beskrevs av W. M. Tattersall 1937. Hypererythrops caribbaea ingår i släktet Hypererythrops och familjen Mysidae. Inga underarter finns listade i Catalogue of Life.